# سنتزون مكسيكوا
سنتزون مكسيكوا (بالإنجليزية: Centzonmimixcoa)‏ أو الأربعمائة أو الذين لا يُحصون هم النجوم الشمالية، وهم مجموعة من الآلهة في أساطير الأزتيك. ويسمون، أيضاً، الأربعمائة أفعى سحابية، وهم عدد لا يحصى من النجوم الشمالية. وقد تم ربطهم مع درب التبانة، وهم عدد لا يحصى من تجسيدات ميكسكوتل، الذي يظهر أيضًا كأب كيتزالكواتل.

## الخمسة الأبطال
ومنهم خمسة أبطال، وهم:
كواتولي-إيكوهوا (النسور التوأم) "اختبأ داخل شجرة"؛
ميكس-كواتل (أفعى السحابة) "اختبأ داخل الأرض"؛
تلو-تيبيتل (صقر الجبل) "اختبأ داخل تلة"؛
أبان-توكتلي (نهر الرب) "اختبأ في الماء"؛
اختهم، كويتلاس-شيهواتل، "اختبأت في ملعب الكرة."
قتل هؤلاء الخمسة الأربعمائة الذين تحولوا إلى نجوم الشمال.